# Pueblo Chieftain
Pueblo Chieftain là một nhật báo của Mỹ  được xuất bản tại Pueblo, Colorado. 2012 là năm đánh dấu mốc 144 năm kể từ lần xuất bản đầu tiên.
Chieftain được thành lập vào năm 1868 bởi tiến sĩ Michael Beshoar, vị tiến sĩ đầu tiên ở Trinidad, Colorado cùng với Wilbur Fisk Stone George A. Hinsdale là hai biên tập viên đầu tiên của tờ nhật báo này.
Được xuất bản bởi Star-Journal Publishing Corp., Chieftain đã báo cáo số lượng báo được xuất bản năm 2005 là 53,250. Nhà xuất bản của Chieftain hiện nay là Robert H. Rawlings.

## Giá thành của một số báo
Giá thành của một số Chieftain cụ thể là: $0.50 đối với nhật báo, $1.00 đối với số đặc biệt ra ngày chủ nhật.